# Куртка (український стрій)
Куртка, курта, куртина — це той самий лейбик чи кірсетка, але з рукавами, часом пошитий також і до талії. Цей одяг за козацької доби був поширений серед запорожців, гайдамаків, :чумаків. В кін. 19 на поч. 20 ст. куртку носили переважно на півдні України та і то переважно при домашніх роботах. Шилася тоді така куртка з китайки чи сірого демікотону. На західній Україні носили куртки з білого полотна, або зовсім короткі або з полами зібраними ззаду та з боків.